# Tasmaniosoma australe
Tasmaniosoma australe (лат.) — вид двупарноногих многоножек из семейства Dalodesmidae отряда  многосвязов (Polydesmida). Эндемик Тасмании (Австралия). Встречаются в южной части острова (Lake Osborne Track).

## Описание
Длина самок и самцов до 18 мм, ширина около 2 мм. Коричневые. Обитают в подстилочном слое эвкалиптового леса и в субальпийских кустарниках (на высотах до 1240 м). Тело состоит из 19 сегментов (у ювенильных особей меньше). Метатергиты без туберкул. Тергиты в средней части тела примерно вдвое шире своей длины. Дорсальная бороздка отсутствует. Голова крупная и округлая; глаз нет. Телоподы выглядят как обычные ноги. От близких видов Tasmaniosoma aureorivum и Tasmaniosoma warra, с которыми вероятно парапатричен, отличается строением гениталий, а самки наличием префеморальных выступов на 2 паре ног. Впервые вид был описан в 2010 году австралийским зоологом  Робертом Месибовым (Robert Mesibov, Queen Victoria Museum and Art Gallery, Лонсестон, Тасмания, Австралия).